# Campoletis yakutatensis
Campoletis yakutatensis là một loài tò vò trong họ Ichneumonidae.